# Óscar Escudero
Oscar Escudero Otárola (San Felipe, 22 de marzo de 1891-Santiago, 4 de agosto de 1957) Militar chileno, fue Comandante en Jefe del Ejército  y  Ministro de Defensa.
Hijo de Pedro Escudero Guzmán y Lidia Otárola Aguirre. En 1920 contrajo matrimonio con Berta Quiroga Honorato, con quien tuvo tres hijas.
Se graduó de la Escuela Militar en 1906, llegando a obtener el cargo de general de división en 1939. Fue Comandante en Jefe del Ejército entre 1940 y 1943. Se retiró en 1944.
Ocupó el cargo de ministro de Defensa entre 1943 y 1944,  durante el gobierno de Juan Antonio Ríos. Fue embajador en Paraguay entre 1945 y 1948.